# Stazione di Pieris-Turriaco
La stazione di Pieris-Turriaco era una stazione ferroviaria passante di superficie del Friuli-Venezia Giulia sita nei pressi delle località di Turriaco e Pieris (comune di San Canzian d'Isonzo) sulla linea ferroviaria Venezia-Trieste. A seguito della soppressione di diversi treni la stazione è stata dismessa nel 2002.

## Storia
La stazione è stata dismessa nel 2002 a causa del limitato afflusso di persone. Attualmente è in stato di abbandono.

## Strutture e impianti
La stazione dispone di 2 binari passanti. Attualmente è ancora in piedi il fabbricato viaggiatori, a tre piani, anche se un po' deteriorato a causa del passare degli anni. All'interno si intravedono anche un'obliteratrice, non funzionante, e qualche vecchio registro.
La stazione era gestita da Rete Ferroviaria Italiana.

## Movimento
Fino al 2002, in questa stazione, fermavano tutti i treni regionali operati da Trenitalia nell'ambito del contratto di servizio stipulato con la Regione Friuli-Venezia Giulia diretti verso Monfalcone e Cervignano.
Attualmente la stazione non effettua più servizio viaggiatori.

## Servizi
La stazione disponeva dei seguenti servizi:
- Biglietteria a sportello
- Biglietteria automatica
- Sala d'attesa
- Servizi igienici
- Bar (al piano di sopra)

## Interscambi
Purtroppo attualmente non è presente nessuna fermata del bus, ma spostandosi di 800 metri, sulla SS14, si può raggiungere la fermata del bus Via N. Sauro 44, nella quale effettuano servizio le linee G03, G07, G26. A 3 chilometri di distanza andando verso Monfalcone si trova l'Aeroporto Trieste-Ronchi dei Legionari.
- Servizio taxi, con stazione taxi a 3 chilometri (all'aeroporto)